# Erik Bergkvist (politiker)
Erik Rickard Bergkvist, född 1 maj 1965 i Norsjö församling i Norsjö kommun, Västerbottens län, död 20 februari 2024 i Umeå, var en svensk nationalekonom och socialdemokratisk politiker. Han var europaparlamentariker från 2019 fram till sin död. Tidigare var han regionråd vid Region Västerbotten.

## Biografi
Erik Bergkvist studerade vid Umeå universitet, där han 2001 disputerade i nationalekonomi på doktorsavhandlingen Freight Transportation: Valuation of Time and Forecasting of Flows.
Bergkvist var ordförande för Umeå Energi 2002–2006, ordförande i kulturnämnden i Umeå kommun 2002–2006 och ordförande för Umeå Arbetarekommun 2001–2009.
Han var regionstyrelsens ordförande vid Region Västerbotten mellan 2008 och 2019. Han var ledamot i socialdemokraternas partistyrelse 2009–2021. Bergkvist var ledamot i Östersjökommissionen, vice ordförande för Norrlandsfonden och vice ordförande i Almi Nord.
Han hade följande befattningar i Europaparlamentet:
- Ledamot i utskottet för regional utveckling (REGI).
- Suppleant i Budgetutskottet (BUDG).
- Suppleant i utskottet för industrifrågor, forskning och energi (ITRE).
- Ledamot i delegationen för förbindelserna med Folkrepubliken Kina.
- Suppleant i delegationen till den parlamentariska samarbetskommittén EU-Ryssland.

### Familj
Bergkvist var gift och hade två söner. Han avled efter en tids sjukdom i cancer. Erik Bergkvist är begravd på Norra kyrkogården på Sandbacka i Umeå.